# Robert Gallo
Robert Charles Gallo (Waterbury, 23 marzo 1937) è un medico e biologo statunitense, noto soprattutto per aver scoperto nel 1982 l'origine retrovirale dell'AIDS, poi confermata l'anno successivo dall'isolamento dell'HIV di tipo 1, da parte di Luc Montagnier e Françoise Barré-Sinoussi.
Gallo è il direttore dell'Institute of Human Virology presso la University of Maryland a Baltimora.
Nel 2005 è stato cofondatore del Gallo Profectus Biosciences che sviluppa e commercializza tecnologie per ridurre la mortalità causata dalle malattie virali.

## L'infanzia
Robert è nato a Waterbury in Connecticut da una famiglia di emigranti italiani. Domenico Gallo, il nonno paterno, proprietario terriero piemontese, emigrò negli Stati Uniti per dissidi con la famiglia a causa del suo matrimonio con una donna non nobile. Il nonno materno, pugliese, emigrò in America per sfuggire alla povertà. Francis Gallo, suo padre, si occupava di metallurgia.
Robert, durante la sua infanzia, fu colpito da un grave lutto, la morte della sorella minore, che lo segnerà per tutta la vita e che sarà fonte d'ispirazione per le sue scelte lavorative. 
Negli anni del liceo Robert Gallo dedicò tutto il suo tempo allo sport ma dopo essersi fratturato il coccige, non potendo giocare per diverso tempo, cominciò ad appassionarsi alla medicina e decise di intraprendere gli studi medici.

## Gli studi e i primi lavori
Robert conseguì nel 1959 la laurea in Scienze Biologiche al Providence College; dopo pochi anni, nel 1963, ottenne anche la laurea in Medicina e Chirurgia al Jefferson College di Filadelfia.
Durante gli studi, ben presto si accorse di essere interessato alla ricerca e nel 1961, grazie a una borsa di studio estiva, iniziò a lavorare ad Harvard, dove conobbe Alan Erslev, colui che lo introdurrà nella ricerca.
Fu proprio in questo periodo che Robert Gallo scrisse la sua prima pubblicazione riguardo alle risposte di alcuni pazienti alla deprivazione di ossigeno. In seguito lavorò per due anni all'Università di Chicago, famosa per gli studi di embriologia, per poi approdare al National Cancer Institute, famoso centro di ricerca.
I suoi primi tempi in tale centro furono piuttosto duri poiché, destinato al reparto di leucemia infantile, Robert spesso si imbatté in casi di pazienti ormai terminali, constatando in prima persona i limiti della medicina.
Nel 1966 si creò l'opportunità di effettuare la ricerca sul fattore di crescita dei globuli bianchi, con grandi professionisti come Seymour Perry]e Breitman, biochimico da cui imparò molto.
Robert comprese che il suo vero interesse era verso le leucemie, così nel 1972 gli venne affidato il ruolo di capo del Dipartimento della biologia delle cellule neoplastiche. In tale ambito Robert decise di focalizzare le sue ricerche sulle alterazioni delle cellule del sangue, mettendo a punto metodi sempre più all'avanguardia e tenendosi sempre in contatto con altri centri di ricerca, anche europei.

## I primi lavori sui retrovirus
L'ambiente in cui viveva Robert era assai stimolante. Infatti, proprio nel 1970, Gross annunciò la scoperta di nuovi virus capaci di procurare tumori e leucemie, e anche Jerret, lavorando in questo campo, scoprì dei virus in grado di rallentare lo sviluppo delle cellule.
Inoltre Gallo, nel maggio del 1970, partecipò ad un congresso tenuto a Houston da Howard Temin, riguardo alla presenza di alcuni virus in grado di trasformare l'RNA in DNA (trascrittasi inversa), rimanendone particolarmente colpito. Nello stesso periodo anche David Baltimore intraprese queste stesse ricerche. Così Robert decise di dedicarsi alla ricerca sui virus per i successivi dieci anni. Nel 1976 Doris Morgan, una ricercatrice del laboratorio di Gallo, riuscì a far crescere in provetta i linfociti.
T. Ruscetti e Morgan individuarono un nuovo fattore di crescita dei linfociti T, poi isolato e identificato con il nome di IL-2 interleuchina 2. Questa scoperta gli permise di isolare i linfociti T e di studiare i virus che li riguardano come: la leucemia o HTLV, primo retrovirus individuato nell'uomo, studiato approfonditamente anche da un gruppo di ricercatori di Kyoto. Nel 1982 Robert Gallo ricevette il celebre premio Lasker: "per il suo studio pionieristico che ha portato alla scoperta del primo virus umano a RNA causa di tumori, di alcune leucemie e linfomi".

## La ricerca sull'HIV

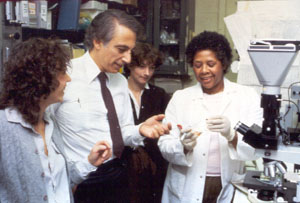
Gallo in laboratorio nei primi anni ottanta

Nel 1982 Gallo venne a conoscenza dell'Aids. Un iniziale disinteresse e presa di distanze lo portarono, nel febbraio 1982, a declinare l'invito di Jim Curran di investigare sul virus mortale che stava mietendo vite a Los Angeles e New York. Nonostante fosse impegnato in lavori di approfondimento dell'HTLV, decise di utilizzare, nell'estate del 1982, parte delle risorse del suo gruppo di scienziati per gli studi di questa nuova patologia in rapida espansione e con pesanti risvolti sulla pubblica opinione dei cittadini e dei pazienti americani.
Gallo, studiando i malati di Aids, notò un calo vertiginoso dei globuli bianchi e si ricordò che Jerret, in uno dei suoi studi, aveva scoperto un virus che portava all'immuno-deficienza. Così cominciò a condividere la convinzione dei Centers for Disease Control and Prevention (CDC) di Atlanta, che questa patologia fosse causata da un virus.
Intraprese diversi esperimenti, cercando di trovare una conferma a questa sua ipotesi. Sebbene i primi esperimenti non si fossero conclusi a buon fine, attorno alla metà del 1984 diverse colture risultarono positive alla trascrittasi inversa. 
Una squadra francese dell'Istituto Pasteur di Parigi, guidata da Luc Montagnier, pubblicò nel 1983 un articolo su Science, descrivendo un retrovirus cui avevano dato il nome di LAV (Lymphadenopathy Associated Virus = virus associato alla linfoadenopatia), isolato in un paziente a rischio di AIDS.
Il 4 maggio 1984 Gallo e i suoi collaboratori pubblicarono quattro articoli sulla rivista Science, cercando di dimostrare il collegamento dell'Aids con il virus dello HTLV, scoperto dallo stesso Gallo.
Gallo ricevette il suo secondo Premio Lasker nel 1986, "per la determinazione che i retrovirus, oggi conosciuti come HIV-1, sono la causa della Sindrome da Immunodeficienza Acquisita (AIDS)". Egli è l'unico destinatario di due premi Lasker.
Nel 1995 Gallo pubblicò la scoperta che le chemochine, una classe di composti presenti naturalmente, sono in grado di bloccare l'HIV e arrestare la progressione dell'AIDS. Questa scoperta venne proclamata dalla rivista Science come una delle più importanti innovazioni scientifiche. Le chemochine giocano un ruolo determinante nel controllare la progressione dell'infezione da HIV; fanno comprendere meglio come agisce il sistema immunitario umano contro l'AIDS, orientando la ricerca clinica sul possibile l'utilizzo di una classe di farmaci per trattare l'HIV. Il team di Gallo, presso l'Institute of Human Virology, svolse un programma di ricerca scientifica e curò l'assistenza clinica di persone affette da HIV / AIDS, trattando più di 4.000 pazienti a Baltimora e circa 200.000 in Africa e nei Caraibi. Nel luglio 2007, a Gallo e alla sua squadra furono assegnati 15 milioni di dollari di sovvenzione dalla Bill and Melinda Gates Foundation per la ricerca di un vaccino preventivo per l'HIV/AIDS.
Nel 2008, Montagnier e la sua collega Françoise Barré-Sinoussi, dell'Institute Pasteur, furono insigniti del Premio Nobel per la fisiologia e la medicina per il loro lavoro sulla scoperta del virus HIV. Nello stesso anno, venne insignito di tale premio anche Harald zur Hausen, per la scoperta che il virus del papilloma umano porta al cancro della cervice uterina. Robert Gallo, invece, venne lasciato fuori. Gallo si disse "deluso" per non essere riconosciuto come co-destinatario del premio. Montagnier non nascose il suo stupore per il fatto che Gallo non fosse stato riconosciuto dal comitato del Nobel: "...è stato importante dimostrare che l'HIV era la causa dell'AIDS e Gallo ha avuto un ruolo molto importante in questo senso. Mi dispiace molto per Robert".

## Le controversie
L'attribuzione della responsabilità per la scoperta del virus HIV portò a diverse controversie. Attraverso una biopsia al linfonodo, un gruppo di ricercatori guidato da Montagnier nel 1983 fu in grado di isolare il virus, a cui fu dato il nome di LAV (lymphadenopathy-associated virus, ovvero "virus associato a linfoadenopatia").
L'anno successivo un gruppo di studiosi statunitensi guidato da Robert Gallo confermò la scoperta del virus, ma ne modificò il nome in "virus T-linfotropico umano di tipo III" (HTLV-III). Di lì a poco nacque un'accesa disputa internazionale tra Montagnier e Gallo su chi dei due potesse fregiarsi della paternità della scoperta, sorta in particolare a causa dei brevetti che i due presentarono per i test di diagnosi del virus.
La polemica si sopì nel 1987 (anche grazie all'intervento politico del presidente americano Ronald Reagan e di quello francese Jacques Chirac, che sostennero come la scoperta del virus andasse suddivisa equamente tra i due scienziati) ma riprese nel 1990, quando il Chicago Tribune scoprì che i campioni analizzati da Gallo non provenivano da un paziente statunitense (come Gallo e il suo team avevano sempre sostenuto) ma erano in realtà stati forniti dall'Istituto Pasteur; Gallo affermò che la scoperta del virus era tecnicamente attribuibile a Montagnier e i due si riavvicinarono alla fine degli anni Novanta, rilasciando anche alcune pubblicazioni firmate da entrambi riguardo alla storia della ricerca sull'HIV. Fece tuttavia scalpore, nel 2008, la mancata assegnazione del Nobel anche a Gallo, nonostante il suo ruolo fondamentale nel determinare l'associazione tra HIV e AIDS; lo stesso Montagnier si disse dispiaciuto per l'esclusione di Gallo dal premio.
Nel 2002, sul numero di novembre di Science, Gallo e Montagnier pubblicarono una serie di articoli, uno dei quali a firma congiunta, in cui riconoscevano il reciproco fondamentale ruolo nella scoperta del virus HIV. Tuttavia, nel 2008, la commissione per il Nobel decise di non insignire Gallo per la scoperta del virus dell'HIV. 
Infatti, la commissione per il Nobel scelse di dividere il premio per la fisiologia tra l'HIV e le scoperte del virus del papilloma, piuttosto che includere Gallo in un premio singolare per l'individuazione dell'origine retrovirale dell'AIDS.

## Opere
- Robert Gallo, A caccia di virus. Aids: storia di una scoperta scientifica, Milano, Rizzoli, 1992.